# Sierra Sur (Oaxaca)
La Sierra Sur es una región mexicana, se encuentra alargada al suroeste de la entidad de Oaxaca. Se trata de una región montañosa, donde la riqueza forestal y la producción de café, es importante. Se le considera la reserva de recursos del estado. La ciudad más poblada e importante de la región es Miahuatlán.

## Geografía

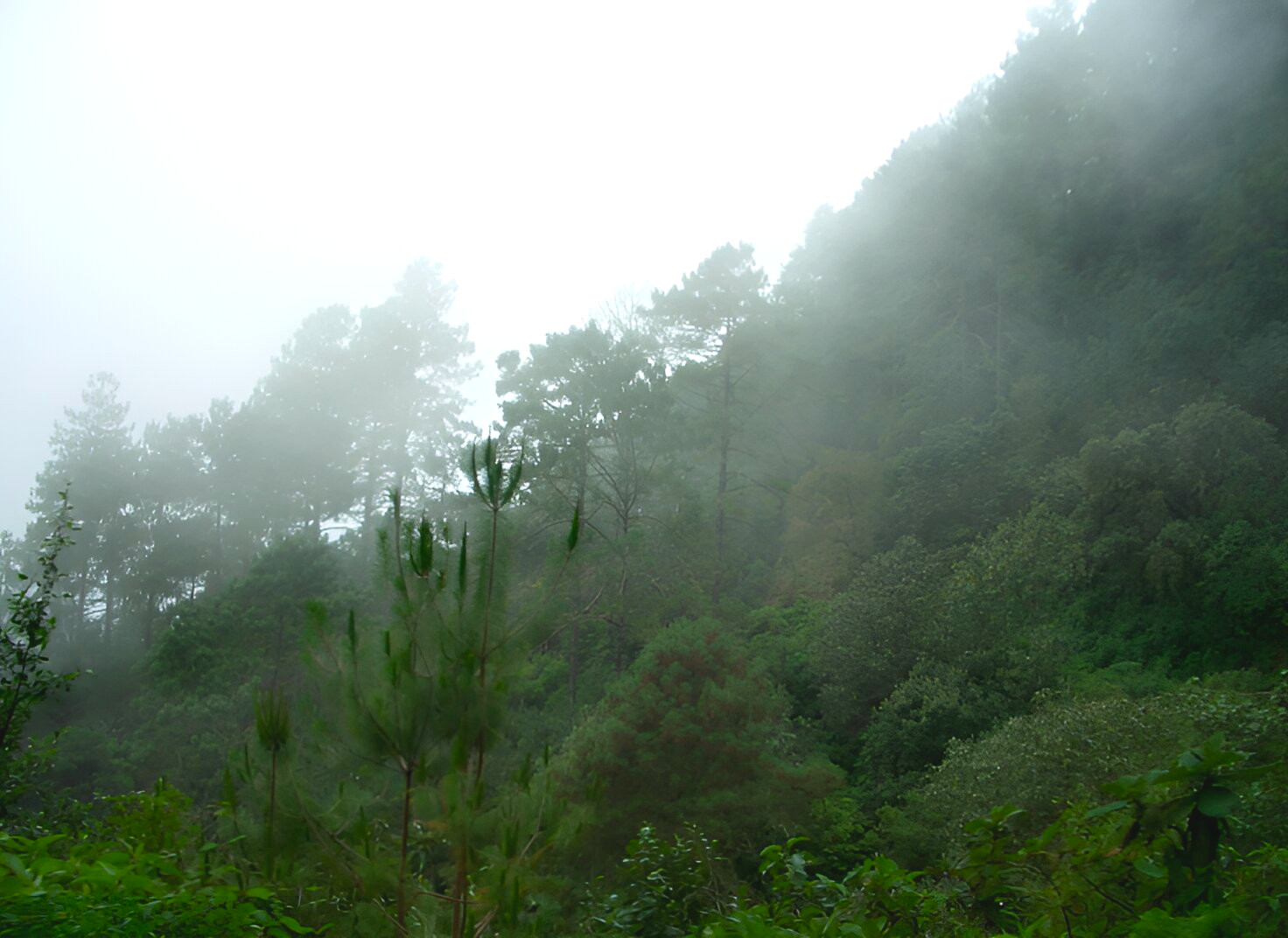
Paisaje de la Sierra Sur de Oaxaca, los bancos de niebla son frecuentes durante todo el año.

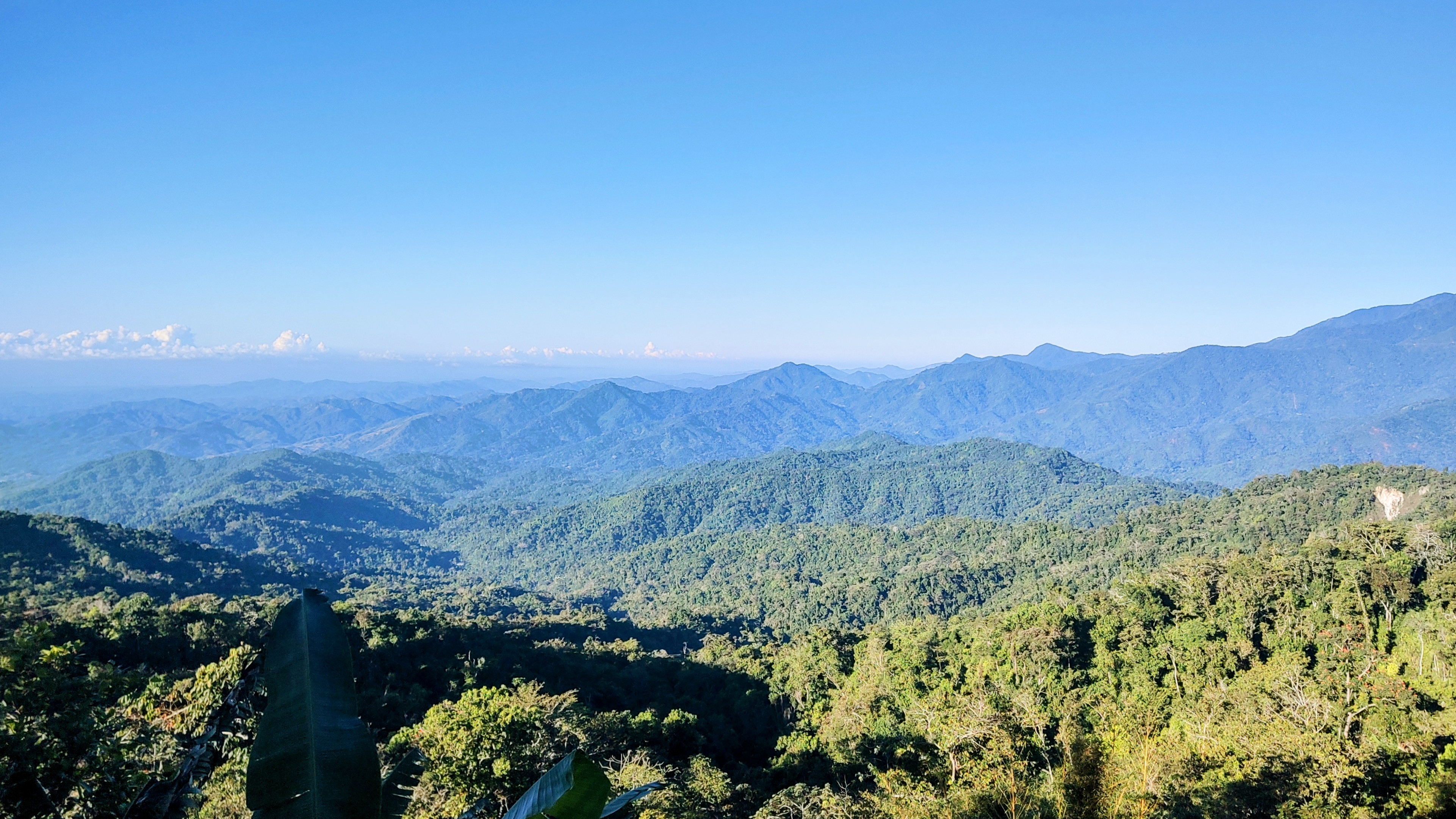
Vista de la sierra oaxaqueña del sur.

Con una extensión de 15 493 km², abarca cuatro distritos: Miahuatlán, Putla, Sola de Vega y Yautepec. Cuenta con 68 municipios, algunos de alta marginación, como Zanizá, Amoltepec y Los Loxichas.
Se trata de una región montañosa, ya que es atravesada por la Sierra Madre del Sur. Es aquí donde se encuentra el cerro Quiexoba, el segundo más alto de la entidad. Su riqueza forestal aún es importante, a pesar de haber resentido la sobreexplotación durante décadas.
Existen gran cantidad de pináceas, bosques mixtos de encino y pino, oyamel, hormiguillo y áreas cactáceas. Dentro de su fauna se encuentran  armadillo, venado, conejo, liebres y tuza.
Los climas son variados; pero destacan el cálido húmedo - Am -, el semicálido húmedo - ACw- y el templado húmedo -C (m)-, la temperatura promedio es de 10 °C a 22 °C en toda la región. Las lluvias tienen un promedio anual que va de los 800 a 2000mm.

## Economía
La actividad forestal es predominante, que es manejada por cada comunidad, que le vende a los aserraderos particulares. En cuanto que al sector agrícola, podemos resaltar la producción de maíz y frijol, además de caña de azúcar y café. La ganadería dominante es la de traspatio con la cría de animales de corral, como gallinas, chivos, cerdos y mulares. Se encuentran pequeñas fábricas productoras de aceite de higuerilla y se procesa la mica. Existen yacimientos de hierro y magnetita.
Se produce a nivel artesanal aguardiente y mezcal, productos de palma y de algodón típicos.
En la ciudad de Miahuatlán De Porfirio Díaz, una de las 3 cabeceras distritales de la Sierra Sur, se lleva una actividad comercial todos los días lunes donde convergen la diversidad de los productos de la región de la sierra sur donde las diferentes zonas de la región ofrecen sus productos tales como mezcales de los Amatlanes, muebles y artesanías de lana de la zona de Río Hondo, café de los Loxichas, verduras de los valles centrales etc. Sin duda una mágica combinación étnica que en tiempos pasados le dio el nombre de Guichitoo Yexchedoo que significa “Gran Pueblo” a esta ciudad. Cable para el desarrollo comercial de la Sierra Sur.

## Grupos culturales
Sus habitantes actuales son zapotecos, mixtecos, chatinos, chontales, amuzgos, triques y mestizos.
Y es desde la época prehispánica, que siga siendo lugar de luchas entre estos grupos rivales.
- Oaxaca
- Regiones de Oaxaca
- Miahuatlán